# Tura (fiume)
La Tura (anche conosciuta con il nome di Dolgaja) è un fiume della Russia siberiana occidentale, affluente di sinistra del Tobol.

## Geografia
Il fiume ha le sue sorgenti negli Urali centrali, nel territorio dell'Oblast' di Sverdlovsk; scorre con direzione est-sudest attraversando i bassopiani paludosi del pedemonte orientale degli Urali, per un lungo tratto parallelamente al corso di un altro affluente del Tobol, la Tavda. Sfocia nel Tobol alcune decine di chilometri a valle di Tjumen'. I principali affluenti sono Salda, Tagil, Nica, Pyšma; a causa di una certa asimmetria del bacino, provengono tutti dalla destra idrografica.
Il fiume bagna alcune città di una certa importanza, fra cui Tjumen', una delle maggiori città siberiane; altre cittadine di un certo rilievo, che prendono tutte il nome dal fiume, sono Verchnjaja Tura, Nižnjaja Tura, Verchotur'e, Turinsk e Turinskaja Sloboda.
È navigabile per circa 750 chilometri a monte della foce; come tutti i fiumi siberiani, è però soggetto a lunghi periodi di gelo (sei mesi all'anno, da fine ottobre-novembre a fine aprile e prima metà di maggio). Lungo il suo corso il fiume è stato sbarrato in tre punti a fini idroelettrici; queste dighe hanno originato tre piccoli bacini artificiali.